# Odious Mortem
Az Odious Mortem egy amerikai death metal együttes.

## Története
1998-ban alakultak. Alapító tagjai: KC Howard dobos, David Siskin gitáros, Dan Eggers gitáros-énekes. 2003-ban kiadtak egy demót, amely lemezszerződéshez vezetett a Unique Leader Records kiadóval. Első nagylemezük 2005-ben jelent meg. KC Howard 2006-ban belépett a Decrepit Birth nevű death metal együttesbe. 2006-ban leszerződtek a Willowtip Recordshoz. 2007-ben megjelent az Odious Mortem második lemeze, a Willowtip Records gondozásában. 
KC Howard, Dan Eggers és a jelenlegi basszusgitárosuk, Joel Horner mind a Decrepit Birth tagjai voltak.

## Tagok
- Anthony Trapani – ének
- David Siskin – gitár
- Dan Eggers – gitár
- Joel Horner – gitár, basszusgitár
- KC Howard – dob

## Korábbi tagok
- Ivan Munguia – basszusgitár

## Diszkográfia
- Gestation of Worms (demó, 2003)
- Devouring the Prophecy (album, 2004)
- Cryptic Implosion (album, 2007)
- Synesthesia (album, 2020)[6]